# Stahlia
Stahlia es un género monotípico cuya única especie es la cobana negra, Stahlia monosperma, árbol muy escaso, perteneciente a la familiaFabaceae que se encuentra exclusivamente en Puerto Rico y República Dominicana. La única especie de este género es popularmente conocida en Puerto Rico como cobana negra. Se encuentra incluido en el libro rojo de especies amenazadas y en peligro de extinción.

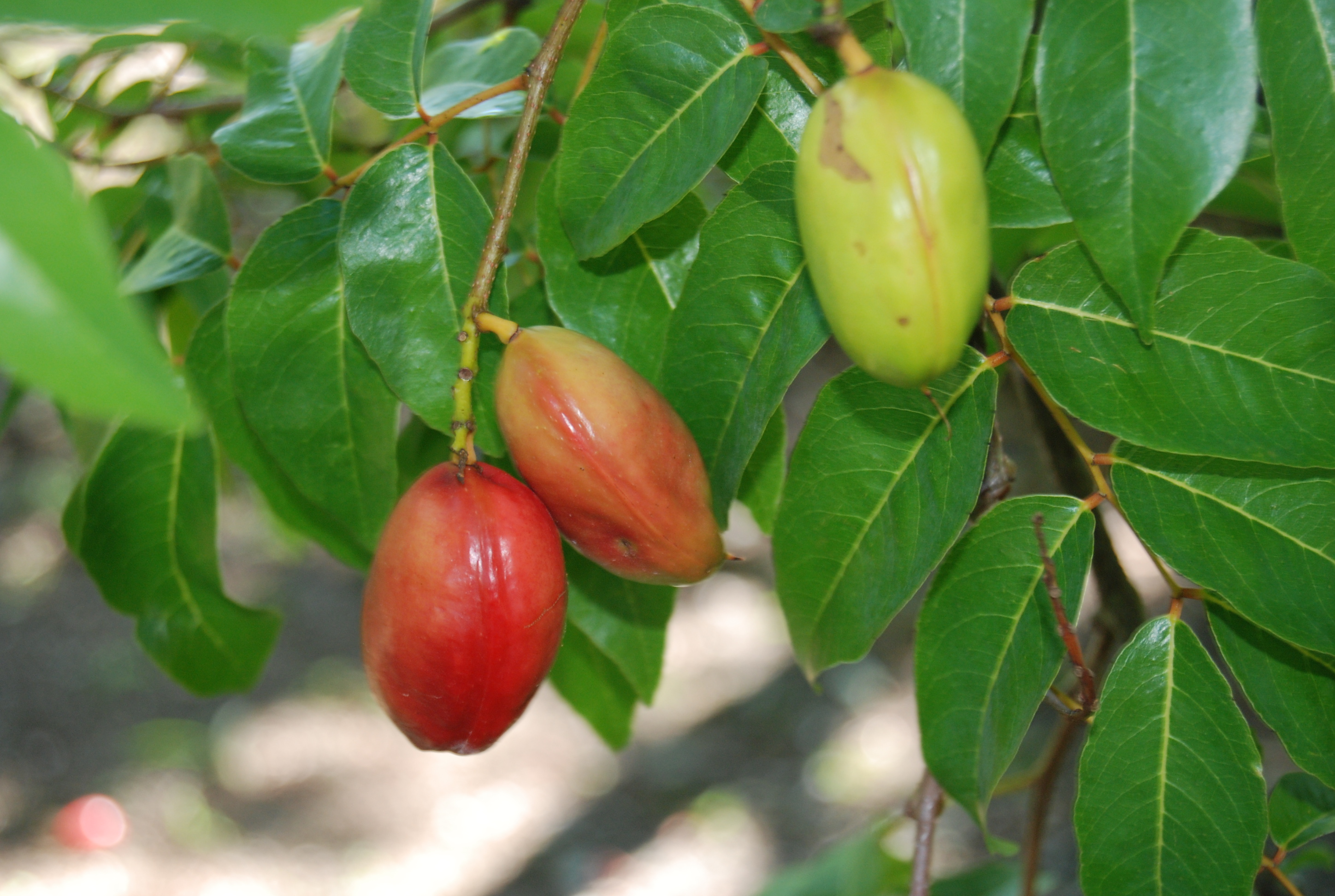
Fruto

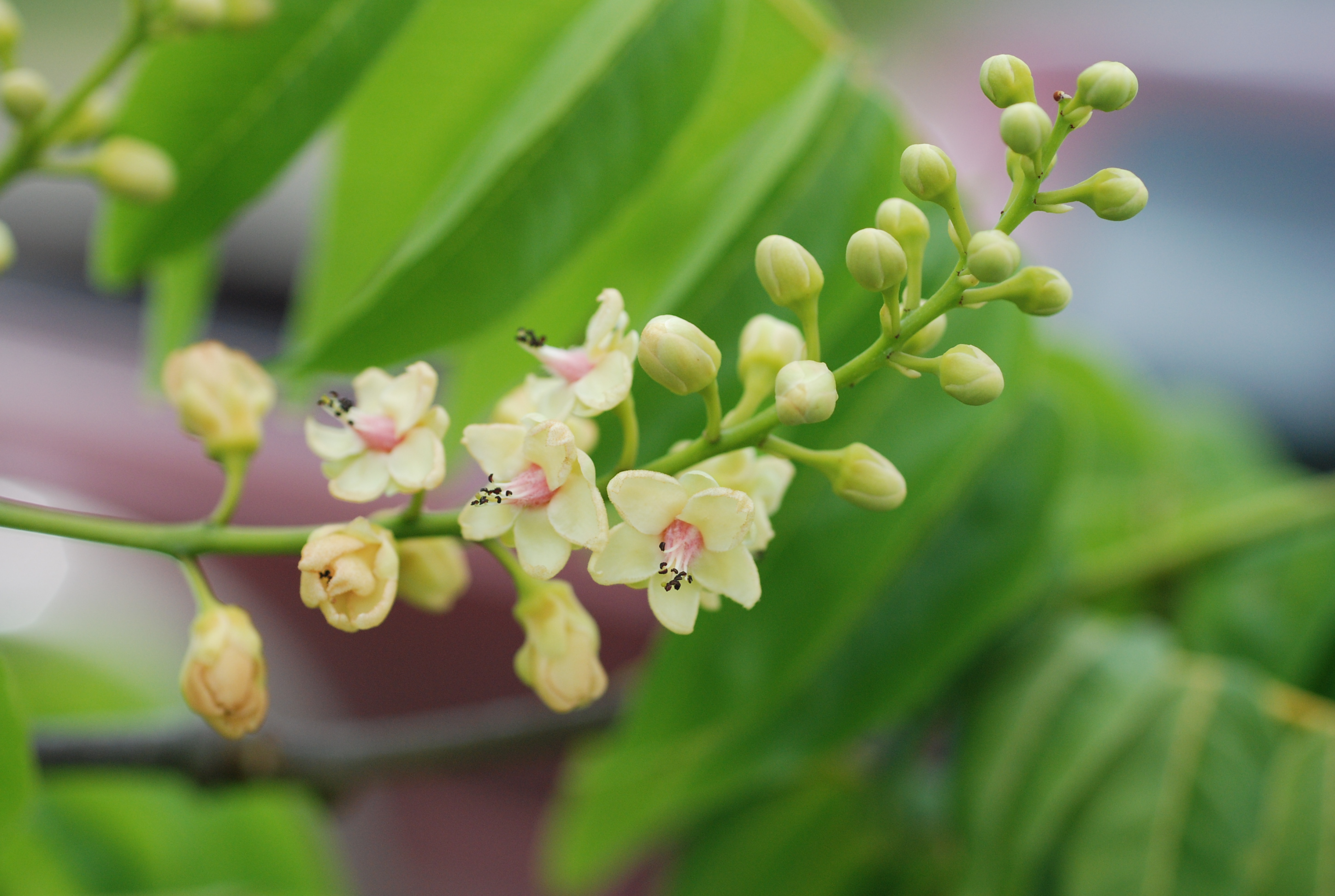
Flores

## Hábitat y estado de las poblaciones
La cobana negra se encuentra en el borde de las marismas de aguas salobres, con inundaciones estacionales. Sus asociados son el manglar negro y el manglar de la zona intermedia.
Las poblaciones son escasas y dispersas. Sobreviven en Puerto Rico, la isla de Vieques, y en la porción este de la República Dominicana. La población más grande (23 árboles adultos y 35 plantas de semillero) se encuentra en la costa al suroeste de Puerto Rico cerca de Boquerón. Otros árboles maduros se encuentran en la costa noreste en Río Grande, y de 3O a 4O en Vieques, una isla pequeña al este de Puerto Rico. Unos pocos ejemplares en la República Dominicana. 

## Descripción
La cobana negra es un árbol perennifolio de tamaño mediano, que puede alcanzar los 25 metros en altura. Sus hojas son compuestas, con 6 a 12 foliolos opuestos, con unas glándulas negras dispersadas en su envés. 
Las flores son amarillas y se producen entre marzo y mayo, dependiendo de la cantidad de precipitaciones. 
Una fruta fina, roja, carnuda con una semilla grande se produce a finales de junio o mediados de julio. Esta fruta tiene un olor maduro parecido a las manzanas. 
Las semillas son dispersadas por los animales y germinan después de estar enterradas, cuando han retrocedido las aguas superficiales.

## Taxonomía
Stahlia monosperma fue descrita por (Tul.) Urb. y publicado en Symbolae Antillanae seu Fundamenta Florae Indiae Occidentalis 2(2): 285. 1900.
Etimología
Stahlia: nombre genérico que recibe su nombre en honor al botánico puertorriqueño Agustín Stahl.
monosperma: epíteto latíno que significa "con una sola semilla"
Sinonimia
- Caesalpinia monosperma Tul.
- Stahlia maritima Bello[4]